# Benzyloamina
Benzyloamina, PhCH
2NH
2 – organiczny związek chemiczny z grupy amin zawierający grupę benzylową. Zasadowość benzyloaminy (pKBH+
 = 9,34) zbliżona jest do zasadowości amoniaku (pKBH+
 = 9,25).
Otrzymywana przez uwodornianie benzonitrylu zgodnie z reakcją:

Wykorzystywana w syntezie organicznej do otrzymywania amin drugorzędowych. W pierwszym etapie powstaje amina trzeciorzędowa, zawierająca grupę benzylową, która może zostać usunięta w wyniku hydrogenolizy:
C
6H
5CH
2NH
2 + 2RBr → C
6H
5CH
2NR
2 + 2HBr
C
6H
5CH
2NR
2 + H
2 → C
6H
5CH
3 + R
2NH